# اورمنیکوت
اورمنیکوت (به مجاری: Örménykút) یک منطقهٔ مسکونی در مجارستان است که در ناحیه سارواش واقع شده‌است. اورمنیکوت ۵۴٫۵۶ کیلومتر مربع مساحت و ۵۴۹ نفر جمعیت دارد.